# EID2
EID2 (англ. EP300 interacting inhibitor of differentiation 2) або CRI2 (англ.CREBBP/EP300 inhibitor 2) — білок, що належить до репресорів, білків розвитку, інгібіторів диференціювання м'язів,.
Задіяний у таких біологічних процесах, як транскрипція, регуляція транскрипції, диференціація клітин, міогенез, альтернативний сплайсинг, метилювання.

##### Генетика
Кодується однойменним геном EID-2, розташованим у людей на довгому плечі 19-ї хромосоми у положені q13.2. Довжина поліпептидного ланцюга становить 236 амінокислот, це ядерний білок масою 28 кДа.
| 10         |  | 20         |  | 30         |  | 40         |  | 50         |
| ---------- |  | ---------- |  | ---------- |  | ---------- |  | ---------- |
| MSKLPADSSV |  | PQTGAANGDR |  | DVPQAEVGRG |  | RREPAPAQPE |  | EAGEGAMAAA |
| RGGPVPAARE |  | GRMAAARAAP |  | AAAARGAPVA |  | AAALARAAAA |  | GRESPAAAAA |
| REARMAEVAR |  | LLGEPVDEEG |  | PEGRPRSRHG |  | NGGLAALPYL |  | RLRHPLSVLG |
| INYQQFLRHY |  | LENYPIAPGR |  | IQELEERRRR |  | FVEACRAREA |  | AFDAEYQRNP |
| HRVDLDILTF |  | TIALTASEVI |  | NPLIEELGCD |  | KFINRE     |  |            |

A: Аланін

C: Цистеїн

D: Аспарагінова кислота

E: Глутамінова кислота

F: Фенілаланін

G: Гліцин

H: Гістидин

I: Ізолейцин

K: Лізин

L: Лейцин

M: Метіонін

N: Аспарагін

P: Пролін

Q: Глутамін

R: Аргінін

S: Серин

T: Треонін

V: Валін

##### Функції та біологічна роль
Білок має прямий вплив на диференціацію м'язових клітин. Диференціація - це високорегульований і складний процес, за допомогою якого клітини виходять з клітинного циклу і посилюється регуляція групи специфічних для клітин генів, необхідних для нормального функціонування клітин. Механізми, що регулюють диференціацію скелетних м’язів широко вивчені. MyoD (білок активатор) та інші члени сімейства helix-loop-helix міогенних факторів транскрипції можуть індукувати як транскрипцію міогенних генів, так і вихід з клітинного циклу.
Повна активація цих факторів вимагає ряду кофакторів, які модулюють їх транскрипційну активність і гарантують, що процеси, що контролюють експресію генів скелетних м'язів, координуються з виходом з клітинного циклу. Двома такими факторами, критичними для диференціації скелетних м'язів, є Rb(білок ретинобластоми, корепресор транскрипції)  та p300. p300 є структурним та функціональним гомологом CBP(CREB-зв'язувального білку), транскрипційного коактиватора. p300 є критичним для нормальної диференціації скелетних м’язів, оскільки порушення його функції (нейтралізацією антитіл або домінантно-негативними мутаціями) блокує як диференціацію, так і зупинку клітинного циклу. 
Як і EID-1, EID-2 це сімейство білків, які негативно регулюють диференціювання за допомогою p300-залежного механізму. Але на відміну від EID-1, мутації EID-2 пригнічують диференціацію шляхом зв'язування з деацетилазами гістону класу I (HDAC). Тобто, EID-2 корепресор, що зв'язуючись із HDAC класу Iпригнічує MyoD- та GRalpha-залежну транскрипцію та блокує диференціювання м'язів (експресію м'язово-специфічних генів). 

##### Сайт зв'язування
Для EID1 специфічним сайтом зв’язування є 3’кінець (C-кінець), а для EID2- 5’кінець (N-кінець). Різниця у тому, що EID1- має специфічність і до Rb, і до р300, тоді як EID2 – не має двох висококислотних ділянок, але має багатий аланіном домен – що реалізує його специфічність до р300, але не до Rb.

###### Локалізація
В клітині локалізується в ядрі. EID-2 демонструє регульовану в процесі розвитку експресію в м'язових тканинах людини та миші. У дорослих особин людей найбільш сильно експресується в плаценті, але високі рівні спостерігаються також в печінці, мозку, скелетних м'язах серця і нирках. Рівні EID-2 у ембріонів були найвищими в недиференційованих міобластах і знижувалися з диференціюванням. Однак низькі рівні експресії були виявлені навіть в диференційованих м'язових трубках.